# René De Pauw

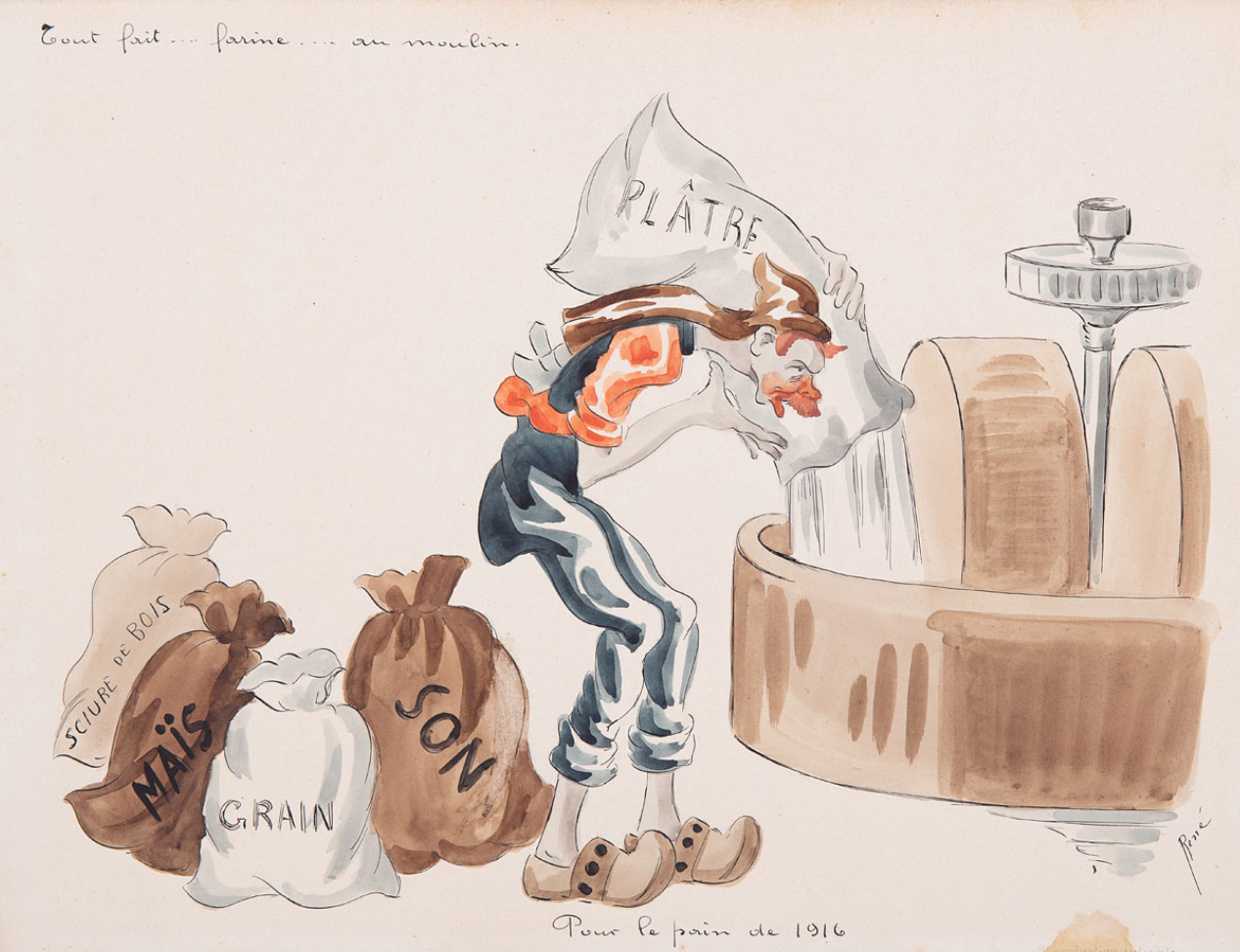
Karikatur 1916

René De Pauw (* 14. Juni 1887 in Pittem; † 26. Januar 1946 in Uccle/Ukkel) war ein belgischer Maler, Zeichner, Karikaturist und Illustrator.
René De Pauw war als Sohn von Karel-Lodewijk De Pauw und Emma De Stoop geboren. 1901 kam René mit seiner Familie nach Brügge. 
René studierte anfangs Geisteswissenschaften am Sint-Lodewijkscollege und setzte sein zweijähriges Studium der Philosophie und Literatur an der Universität Gent fort. Gleichzeitig studierte er an der Academie voor Schone Kunsten Brugge bei Flori Van Acker. Im Jahr 1913 wurde er ein Primus.
Nach dem Studium während des Ersten Weltkrieges wurde er als politischer Karikaturist tätig. In dieser Zeit malte er auch einige Porträts.
1920 zog er nach Etterbeek im Zentrum Brüssels und wurde dort als freischaffender Künstler tätig. 1932 zog er in den Kurort Knokke-Heist in West-Flandern und lebte an der Nordseeküste unter den Fischern. 1934 veröffentlichte er ein Buch mit eigenen Illustrationen über das Leben der Heister Fischer. Er illustrierte auch Bücher anderer Autoren. 1942 musste er wie alle Bewohner das sogenannte Sperrgebiet verlassen und ging zurück in die Gerardstraat in Etterbeek, wo er 1946 an Krebs starb.
Zu seinen wichtigsten Werken gehören die 1939 geschaffenen Wandmalereien im neuen Gebäude des Brügger Bahnhofs.

## Werke
- René De Pauw: Gens de mer et pêche maritime, Brugge, Desclée de Brouwer, 1934, met eigen illustraties.